# Itoplectis evetriae
Itoplectis evetriae là một loài tò vò trong họ Ichneumonidae.